# Кајлеб Дресел
Кајлеб Ремел Дресел (енгл. Caeleb Remel Dressel; Грин Коув Спрингс, 16. август 1996) амерички је пливач чија специјалност су спринтерске трке слободним и делфин стилом. Вишеструки је светски првак, двоструки Олимпијски победник, светски рекордер и један од најуспешнијих пливача у историји.
На светском првенству у Будимпешти 2017. је освојио чак 7 златних медаља и на тај начин постао тек други пливач у историји коме је то успело након Мајкла Фелпса на светском првенству 2007. године. Две године касније, у Квангџуу 2019. освојио је осам нових светских медаља, од чега чак шест златних.
Актуелни је светски рекордер у трци на 100 метара делфин стилом у великом базену. Године 2017. проглашен је за најбољег светског пливача по избору ФИНА.

## Каријера
Кајлеб Дресел рођен је у месту Грин Коув Спрингс на Флориди од оца Кристијана и мајке Мишел Дресел као треће од четворо деце. Пливањем је почео да се бави у раном детињству, а као петнаестогодишњи дечак учествовао је на америчким олимпијским трајалсима за ЛОИ 2012. где је био најмлађи учесник међу свим мушким такмичарима.
Деби на међународној сцени остварио је на светском првенству за јуниоре у Дубаију 2013. где је освојио чак 6 медаља, укључујући и злато у трци на 100 метара слободним стилом уз нови рекорд светских јуниорских првенстава. Две године касније на америчком  националном првенству у Сан Антонију освојио је прве сениорске титуле националног првака на 50 и 100 слободно, а његово победничко време на 50 слободно − 21,53 секунде − био је уједно и четврти најбољи резултат испливан у свету у тој дисциплини за 2015. годину.
Након успешно окончаних олимпијских трајалса 2016. Дресел је дебитовао на ЛОИ 2016. у Рију где се такмичио у три дисциплине. Прву олимпијску медаљу, и то златну, освојио је као члан штафете 4×100 слободно, а у финалној трци Дресел је отпливао своју деоницу за 48,10 секунди. Поред Дресела у тој штафети пливали су још и Мајкл Фелпс, Нејтан Едријен и Рајан Хелд. Потом је у трци на 100 слободно у финалу отпливао 48,02 секунди што је било довољно за 6. место, и на крају као члан штафете 4×100 мешовито осваја своју другу олимпијску златну медаљу (своју деоницу слободним стилом отпливао је у квалификацијама за 47,74 секунде).

### Светско првенство 2017.
Захваљујући одличном пливању на трајалсима за светско првенство, Дресел је дебитовао на светским првенствима у Будимпешти 2017. где се такмичио у чак 8 дисциплина. Дресел је на крају у чак 7 дисциплина освојио златне медаље поставши тако не само најбољи пливач тог светског првенства, него и тек други пливач у историји са 7 златних медаља на једном такмичењу (први са тим успехом био је Мајкл Фелпс 2007. године).
Првог дана такмичења, 23. јула, у полуфиналу трке на 50 м делфин поставио је нови национални рекорд са временом 22,76 секунди. Нешто касније у финалу трке на 4×100 слободно осваја своју прву златну медаљу у каријери на светским првенствима, а своју деоницу на 100 метара отпливао је у времену новог националног рекорда (47,26 секунди). Другог дана такмичења у финалу на 50 делфин отпливао је време од 22,89 секунди што је било довољно за 4. место, а свега 0,05 секунди му је недостајало за бронзану медаљу.
Четвртог дана такмичења пливао је у финалу штафете 4×100 мешовито микс заједно са Метом Гриверсом, Лили Кинг и Симон Мануел, а амерички тим је уз златну медаљу поставио и нови национални рекорд у овој дисциплини. Дресел је у тој трци отпливао деоницу делфин стилом за 49,92 секунде. Петог дана осваја треће светско злато у финалу трке на 100 м слободно коју је отпливао у времену новог националног рекорда (47,17 секунди).
Седмог дана такмичења, 29. јула, Дресел је освојио чак три златне медаље и тако постао први пливач у историји са троструким златом у само једном дану. Прво је освојио злато на 50 м слободно (време 21,15 секунди), потом пола сата касније и злато на 100 делфин (време 49,86 секунди), те на крају штафетно злато на 4×100 слободно микс уз нови светски рекорд у тој дисциплини (3:19,60 минута).
Последњег, осмог, дана такмичења као члан штафете 4×100 мешовито Дресел осваја своју седму златну медаљу пливајући деоницу делфин стилом за 49,76 секунди.

### Светско првенство 2019.
На светском првенству у корејском Квангџуу 2019. Дресеј је по броју освојених медаља, надмашио властити рекорд из Будимпеште две године раније. Са укупно 8 освојених медаља, од чега 6 златних, Дресел је постао најуспешнији пливач по броју освојених медаља на једном првенству. По окончању шампионата ФИНА га је прогласила за најбољег пливача првенства.
Прву медаљу на првенству, златну, освојио је као члан мушке штафете 4×100 слободно. Потом је освојио злато и у трци на 50 делфин, поставши тако првим америчким пливачем са титулом светског првака у тој дисциплини у историји. У финалу те трке Дресел је поставио и нови национални рекорд и рекорд светских првенстава, са временом од 22,35 секунди. Затим је у полуфиналу трке на 100 слободно испливао време од 46,96 секунди, што је био нови национални рекорд, а уједно и треће најбрже време у тој дисциплини испливано икада.
У полуфиналу трке на 100 делфин Дресел је оборио десет година стар светски рекорд сународника Мајкла Фелпса за 0,32 секунде (нови рекорд је износио 49,50 с), да би у финалу које је одржано следећег дана освојио златну медаљу у тој дисциплини. Истог дана је у свега пар сати размака освојио још две златне медаље, у трци на 50 слободно уз рекорд светских првенстава, те као члан штафете 4×100 слободно микс, уз нови светски рекорд од 3:19,40 минута. На тај начин је Дресел постао првим пливачем у историји који је освојио три злата у току једног дана на светским првенствима два пута за редом (исти успех је постигао и у Будимпешти).
Последњег дана првенства освојио је сребро у штафети 4×100 мешовито, што је била његова осма медаља на првенству, укупно 15. на светским првенствима.